# Мануелла Ліріо
Мануелла Ліріо (порт. Manuella Lyrio, 27 липня 1989) — бразильська плавчиня.
Переможниця Панамериканських ігор 2019 року, призерка 2007, 2011, 2015 років.